# Montardit de Dalt
Montardit de Dalt, sovint anomenat simplement amb l'antic nom de Montardit, sobretot perquè Montardit de Baix rep també el nom de Ribera de Montardit, és un poble del terme municipal de Sort, a la comarca del Pallars Sobirà. Fins al 1976 formà part del terme d'Enviny. Montardit de Dalt és al sud-oest del seu actual cap municipal, Sort, enfilat a les muntanyes que marquen el marge dret de la Noguera Pallaresa. Està situat a l'esquerra del Barranc de Montardit. A ponent del poble hi ha la masia i borda de la Santa Creu, amb l'antiga església de la Santa Creu d'Enviny.
Montardit és un topònim romànic d'origen medieval. Joan Coromines l'explica a partir de la composició de «mont» (muntanya) i «ardit» (coratjós).
La segona part del topònim, «de Dalt» és en referència al Montardit de Baix, extensió en el pla de la població primitiva, en un primer moment a partir d'uns hostals de camí ral. L'afegitó «de Dalt» és posterior al topònim de «Montardit», sense complement, amb què es designava antigament el poble.

## Geografia
Montardit de Dalt és en un coster, en el qual la vintena de cases que el formen estan agrupades formant uns quatre o cinc carrers, en part aprofitant els camins i pistes d'accés al poble. L'església de Santa Cecília i el cementiri parroquial són a la part baixa, a l'extrem sud-oriental del poble.
Cases del poble
Montardit de Dalt tenia fins a 24 cases de les quals s'ha conservat memòria. Algunes encara són en ús actualment, com a primera o com a segona residència:
- Casa Bac
- Casa Bordaler
- Casa Cabó
- Casa Cebrià
- Casa Francesó
- Casa Jan de Noia
- Casa Jaume
- Casa Martí
- Casa Mateu
- La Mola
- Casa Moliner
- Casa Moregó
- Casa Quima
- Casa Pla
- Casa Ramon
- La Rectoria
- Casa Sabarters
- Casa Santacreu
- Casa Sastre
- Casa Solà
- Casa Taverner
- Casa Teresó
- Casa Ton
- Casa Xola

## Demografia
| 1857 | 1888 | 1900 | 1910 | 1920 | 1930 | 1940 | 1950 | 1960 | 1970 | 1981 | 1991 | 2000 | 2002 | 2004 | 2006 | 2008 | 2010 | 2011 |
| ---- | ---- | ---- | ---- | ---- | ---- | ---- | ---- | ---- | ---- | ---- | ---- | ---- | ---- | ---- | ---- | ---- | ---- | ---- |
| 226  | 212  | 144  | 174  | 131  | 119  | 109  | 95   | 65   | 44   | 34   | 51   | 52   | 34   | 28   | 29   | 36   | 35   | 36   |

Les dades demogràfiques no diferencien Montardit de Baix de Montardit de Dalt fins al 2000. A partir d'aquell any sí que s'invidualitzen els dos censos.
En el fogatge del 1553, es declaren a Montardit, conjuntament el de Dalt i el de Baix
7 focs laics i 1 d'eclesiàstic (uns 40 habitants).
Pascual Madoz Ibáñez dedica un article del seu Diccionario geográfico...
a Montardit (englobant el de Baix i el de Dalt). Hi exposa que és una localitat amb ajuntament que està situada a la dreta de la Noguera Pallaresa, en el vessant d'una muntanya elevada, amb exposició al sud; la combaten tots els vents, especialment els del nord i del sud. El clima hi és temperat, i produeix inflamacions i pulmonies. Tenia en aquell moment 12 cases, una font i l'església parroquial de Santa Cecília, que disposava de rector i un beneficiat; en depenia l'església de Llarvén i dos hostals de camí ral amb 6 cases contigües (l'actual Montardit de Baix), a més de la masia de Copons. Les terres són de molt bona qualitat. S'hi collia blat, sègol, oli, fenc i pastures. S'hi criaven mules, ovelles, vaques i cabres. Hi ha caça de conills, llebres i perdius i pesca de truites i barbs. Comptava amb 8 veïns (caps de casa) i 121 ànimes (habitants).